# Alfred Ley

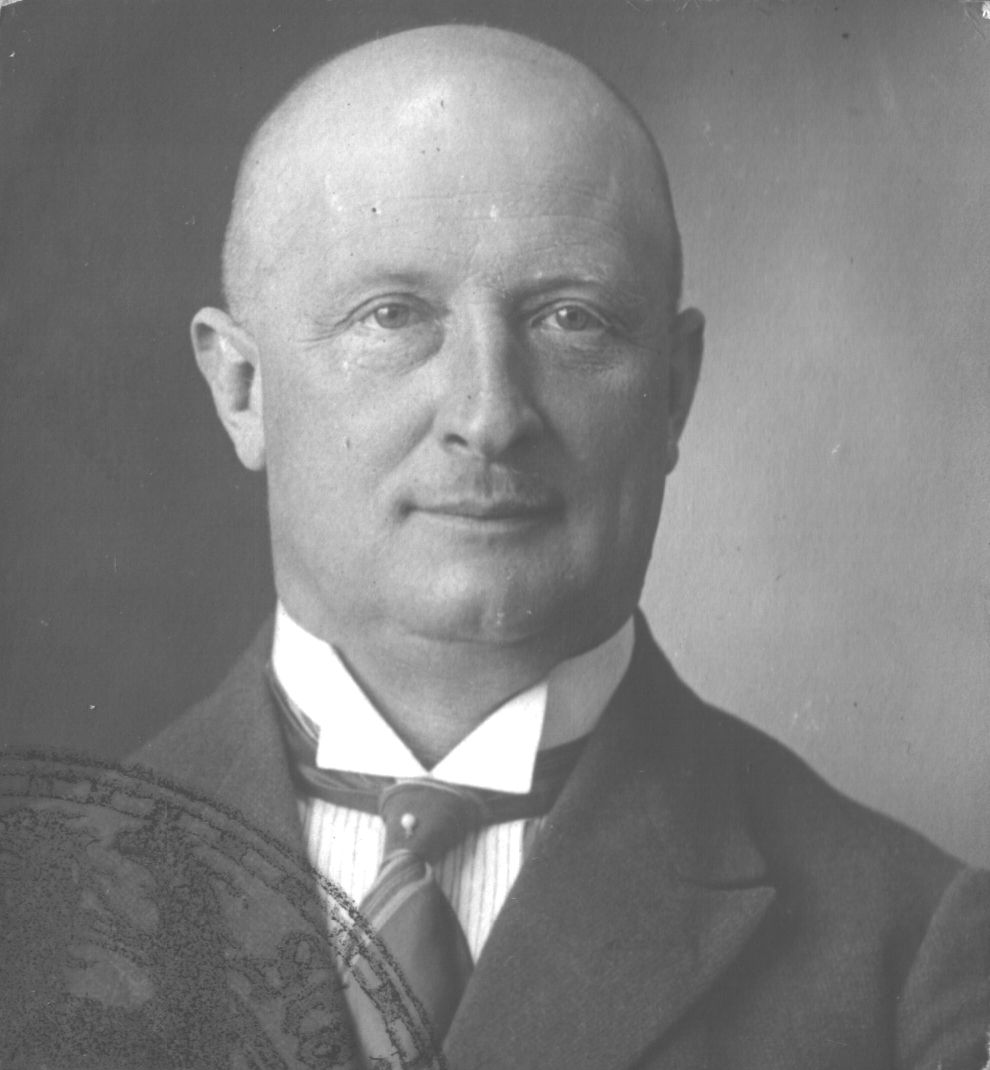
Alfred Ley, 1924

Alfred Ley (* 11. April 1873 in Arnstadt; † 7. Dezember 1945) war ein Pionier des deutschen Automobilbaus.

## Leben

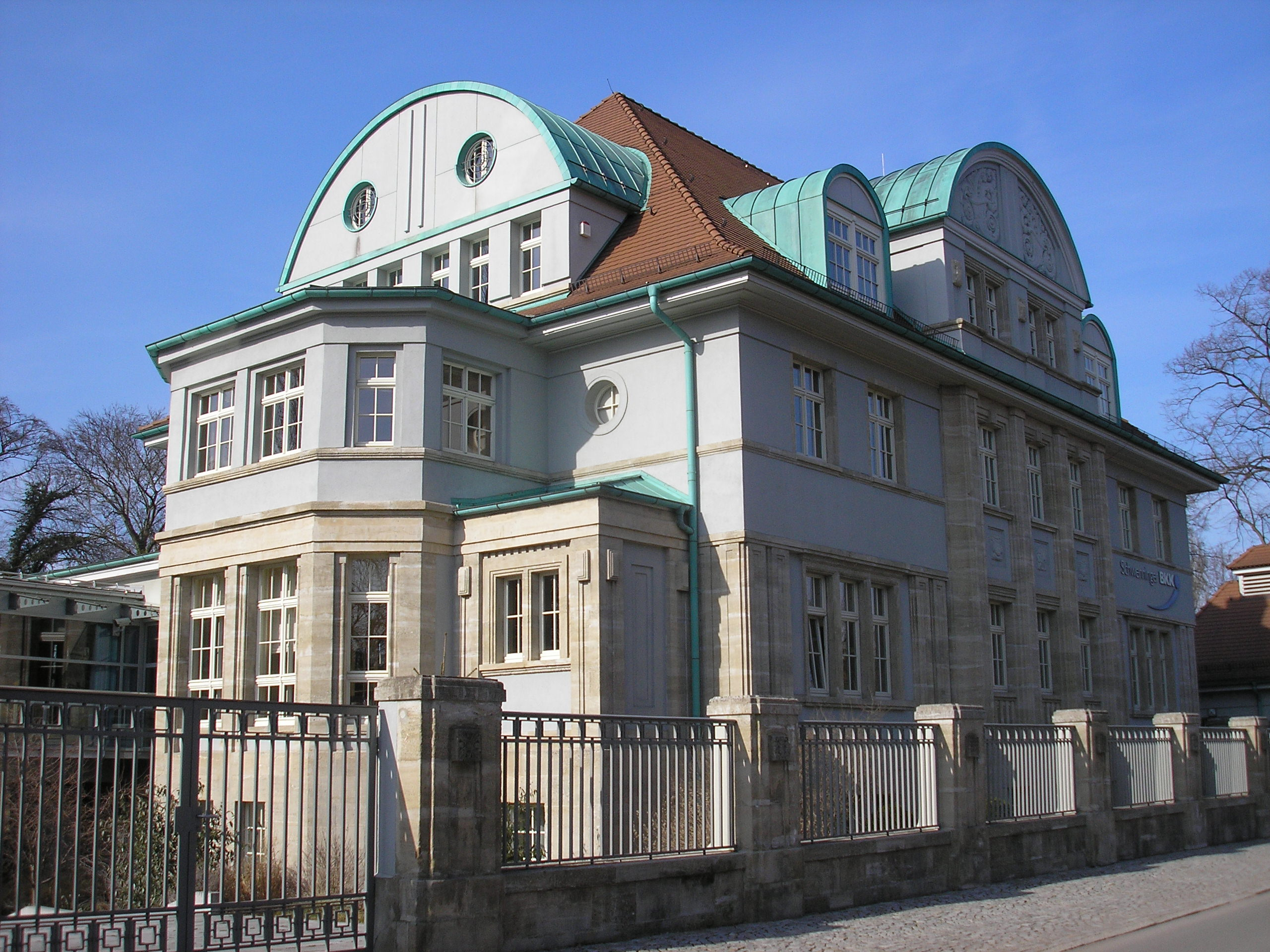
Villa von Ley am Arnstädter Wollmarkt

Nach dem Schulbesuch begann Alfred Ley eine Lehre in der Maschinenfabrik in Arnstadt in Thüringen, die sein Vater Rudolf Ley 1886 von dessen ehemaligem Arbeitgeber übernommenen hatte. Diese war zu jener Zeit auf die Herstellung von Näh- und Schuhmaschinen spezialisiert. Sein Gesellenstück war die von seinem Vater entwickelte Holznagelmaschine mit der Seriennummer 100. Anschließend studierte er Maschinenbau und Elektrotechnik. Mit dem Eintritt in die Firma seines Vaters 1893 erweiterte er das Sortiment um Elektromotoren und Dynamos. Zur Energieversorgung der Fabrik, aber auch der Stadt Arnstadt, wurde ein Elektrizitätswerk gebaut, das 1903 an die Stadt verkauft wurde. Im selben Jahr begann Alfred Ley mit der Entwicklung eines Automobils. 1905 wurde der Automobiltyp Loreley vorgestellt. Ley war vermutlich, gleichzeitig mit Adler, der erste deutsche Hersteller, der den Motorgetriebeblock serienmäßig einführte. Ley war auch der erste deutsche Hersteller, der einen kleinen Wagen mit einem Sechszylindermotor ausrüstete.
1913 wurde Alfred Ley für seine Verdienste um das Thüringer Fürstentum Schwarzburg-Sondershausen von Fürst Günther Victor zum Kommerzienrat ernannt. Mit dem Bau und der Erprobung der ersten Stromlinienautomobile auf wissenschaftlicher Grundlage nach einem Patent von Paul Jaray ging Alfred Ley in die Automobilgeschichte ein. Von 1913 bis 1918 war Alfred Ley neben seiner unternehmerischen Tätigkeit auch Mitglied des Gemeinderates der Stadt Arnstadt.
1933 wurde die Automobilfertigung bei Ley eingestellt, der Maschinenbau lief jedoch weiter. Im September 1945 wurde Ley von sowjetischen Offizieren zu einer „Dienstbesprechung“ abgeholt. Aus dieser vermeintlichen Besprechung kehrte der 72-Jährige nicht zurück und galt seitdem als verschollen. Im Zuge eines Rehabilitierungsverfahrens erhielt Leys Tochter 1995 nach 50-jährigen Nachforschungen die erste Auskunft über den Verbleib ihres Vaters. Danach kam der Kommerzienrat im Dezember 1945 auf dem Transport nach Frankfurt um.